# Marcin Maciejczak
Marcin Maciejczak (ur. 16 stycznia 2006 w Bartochowie) – polski piosenkarz, autor tekstów i kompozytor popowy.
Zwycięzca trzeciej edycji programu rozrywkowego TVP2 The Voice Kids (2020).

## Życiorys
Jest synem Eweliny i Dominika Maciejczaków. Ma starszą siostrę Aleksandrę. Gdy miał sześć lat, został zapisany na lekcje muzyki. Uczęszczał na lekcje śpiewu do Jarosława Miłka w Warckim Centrum Kultury. W 2020 ukończył szkołę podstawową w szkołę podstawową w Jakubicach. Gdy miał 13 lat jego rodzice się rozwiedli. W 2025 roku ukończył II Liceum Ogólnokształcące w Sieradzu.
W grudniu 2015 założył kanał na platformie YouTube, na którym publikował covery piosenek. Utwory nagrywał w zaciszu własnego domu, a wideoklipy do nich nagrywał telefonem, sam tworzył do nich scenografie i samodzielnie je montował. W 2016 wystąpił na Open Hair Festiwal 2016. W 2018 wziął udział w castingu do 11. edycji programu Mam talent!, podczas przesłuchania wykonał przed jurorami utwór Zbigniewa Wodeckiego „Zacznij od Bacha”.
W połowie 2019 przeszedł przesłuchania do trzeciej edycji programu TVP2 The Voice Kids i dołączył do drużyny Dawida Kwiatkowskiego, a 22 lutego 2020 zwyciężył w finale talent show. W ramach nagrody podpisał kontrakt płytowy z Universal Music Polska, a po finale premierę miał teledysk do singla „Jak gdyby nic”, który zaśpiewał w finale The Voice Kids. 20 czerwca odebrał złotą płytę za wysoką sprzedaż singla. Sześć dni później wydał teledysk do singla „Deszcz i bez”. 3 lipca wziął udział w projekcie „Nadzieja All Stars”, będącym wsparciem ośrodków pomocy dla seniorów podczas pandemii COVID-19 i wraz z grupą innych artystów wystąpił w teledysku do piosenki „Ponad tęczą”, będącej coverem utworu „Over the Rainbow”. 20 lipca opublikował piosenkę „Jeśli powiem”, którą nagrał na potrzeby ścieżki dźwiękowej do filmu Tarapaty 2. 16 września 2020 zaprezentował singiel „Marzenie”. 27 września w programie Dzień dobry TVN odebrał platynową płytę za sprzedaż singla „Jak gdyby nic”. 22 października zaprezentował teledysk do singla „Kaj”. 11 czerwca 2021 wydał debiutancki album pt. Tamte dni.
W 2024 z utworem „Midnight Dreamer” zajął wysokie trzecie miejsce w wewnętrznych eliminacjach wyłaniających reprezentanta Polski w 68. Konkursie Piosenki Eurowizji.

## Dyskografia

### Albumy studyjne
| Rok  | Dane dot. albumu | Najwyższa pozycja na liście |
| Rok  | Dane dot. albumu | POL                         |
| ---- | --- | --------------------------- |
| 2021 | Tamte dni - Wydany: 11 czerwca 2021 - Wytwórnia: Universal Music Polska - Format: CD, digital download, streaming         | 13                          |
| 2025 | Destroy Me, Today - Wydany: 28 lutego 2025 - Wytwórnia: Off The Record - Format: CD, digital download, streaming          | 90                          |
| 2025 | 8 piosenek o miłości - Wydany: 24 października 2025 - Wytwórnia: Off The Record - Format: CD, digital download, streaming | zostanie wydany             |

### Minialbumy
| Rok  | Dane dot. albumu                                                                                                |
| ---- | --- |
| 2022 | Hypno - Wydany: 25 listopada 2022 - Wytwórnia: Universal Music Polska - Format: CD, digital download, streaming |

### Single
| Rok                                                       | Tytuł                                         | Najwyższe pozycje na listach | Najwyższe pozycje na listach | Certyfikat             | Sprzedaż       | Album                          |
| Rok                                                       | Tytuł                                         | POL                          | POL                          | Certyfikat             | Sprzedaż       | Album                          |
| Rok                                                       | Tytuł                                         | AirPlay                      | AirPlay nowości              | Certyfikat             | Sprzedaż       | Album                          |
| --------------------------------------------------------- | --------------------------------------------- | ---------------------------- | ---------------------------- | ---------------------- | -------------- | ------------------------------ |
| 2020                                                      | „Jak gdyby nic”                               | 20                           | 1                            | - POL: platynowa płyta | - POL: 20 000+ | Tamte dni                      |
| 2020                                                      | „No Time To Die (Digster Spotlight)”          | –                            | –                            | brak                   | brak danych    | –                              |
| 2020                                                      | „Deszcz i bez”                                | –                            | –                            | brak                   | brak danych    | Tamte dni                      |
| 2020                                                      | „Jeśli powiem”                                | –                            | –                            | brak                   | brak danych    | Tarapaty 2 (ścieżka dźwiękowa) |
| 2020                                                      | „Marzenie”                                    | –                            | –                            | brak                   | brak danych    | Tamte dni                      |
| 2020                                                      | „Kaj”                                         | –                            | –                            | brak                   | brak danych    | Tamte dni                      |
| 2021                                                      | „Nie proszę o więcej” (gościnnie: Luna)       | –                            | –                            | brak                   | brak danych    | Tamte dni                      |
| 2021                                                      | „Ciepły front” (gościnnie: Natalia Nykiel)    | –                            | –                            | brak                   | brak danych    | Tamte dni                      |
| 2021                                                      | „Obudź mnie”                                  | –                            | –                            | brak                   | brak danych    | Tamte dni                      |
| 2021                                                      | „Nie poddawaj się” (oraz Justyna Steczkowska) | –                            | –                            | brak                   | brak danych    | Szamanka                       |
| 2022                                                      | „Lecę” (oraz AniKa Dąbrowska i Sara James)    | –                            | –                            | brak                   | brak danych    | –                              |
| 2022                                                      | „Tylko świat”                                 | –                            | –                            | brak                   | brak danych    | Hypno                          |
| 2022                                                      | „Gasnę”                                       | –                            | –                            | brak                   | brak danych    | Hypno                          |
| 2022                                                      | „Sweet Rose”                                  | –                            | –                            | brak                   | brak danych    | Hypno                          |
| 2023                                                      | „Christiane (The Immortal Girl)”              | –                            | –                            | brak                   | brak danych    | Hypno                          |
| 2023                                                      | „Pillow Book (coś nie o mnie)”                | –                            | –                            | brak                   | brak danych    | Destroy Me, Today              |
| 2024                                                      | „Midnight Dreamer”                            | –                            | –                            | brak                   | brak danych    | Destroy Me, Today              |
| 2024                                                      | „Side eye” (oraz Zuzanna Jabłońska)           | –                            | –                            | brak                   | brak danych    | Destroy Me, Today              |
| 2024                                                      | „Beze mnie”                                   | –                            | –                            | brak                   | brak danych    | Destroy Me, Today              |
| 2024                                                      | "Ostatnia piosenka o Tobie"                   | –                            | –                            | brak                   | brak danych    | Destroy Me, Today              |
| 2024                                                      | "Wonderful"                                   | –                            | –                            | brak                   | brak danych    | Destroy Me, Today              |
| 2025                                                      | "Caramel Love"                                | –                            | –                            | brak                   | brak danych    | Destroy Me, Today              |
| 2025                                                      | "Devil of Love"                               | –                            | –                            | brak                   | brak danych    | Destroy Me, Today              |
| 2025                                                      | "Destroy Me, Today"                           | –                            | –                            | brak                   | brak danych    | Destroy Me, Today              |
| 2025                                                      | "Control"                                     | –                            | –                            | brak                   | brak danych    | Destroy Me, Today              |
| 2025                                                      | "Tylko gest"                                  | –                            | –                            | brak                   | brak danych    | 8 piosenek o miłości           |
| "„–” oznacza, że singel nie był notowany na danej liście. |                                               |                              |                              |                        |                |                                |

## Teledyski
| Rok       | Tytuł                              | Reżyseria         | Źródło |
| --------- | ---------------------------------- | ----------------- | ------ |
| 2020      | „Jak gdyby nic”                    | Sebastian Wełdycz | [ 11 ] |
| 2020      | „Deszcz i bez”                     | Łukasz Zabłocki   | [ 14 ] |
| 2020      | „Jeśli powiem”                     | Roman Przylipiak  | [ 17 ] |
| 2020      | „Kaj”                              | Maciej Nowak      | [ 53 ] |
| 2021      | „Nie proszę o więcej”              | Maciej Nowak      | [ 54 ] |
| 2021      | „Ciepły front”                     | Piotrek Jeglinski | [ 55 ] |
| Gościnnie |                                    |                   |        |
| 2020      | Drużyna Dawida – „This Is Me”      | –                 | [ 56 ] |
| 2020      | Nadzieja All Stars – „Ponad tęczą” | Roman Przylipiak  | [ 16 ] |

## Nagrody i nominacje
| Rok  | Konkurs                              | Kategoria               | Rezultat  | Źr.    |
| ---- | ------------------------------------ | ----------------------- | --------- | ------ |
| 2020 | The Voice Kids                       | III edycja              | Wygrana   | [ 57 ] |
| 2021 | Nickelodeon Kids’ Choice Awards 2021 | Ulubiona Polska Gwiazda | Nominacja | [ 58 ] |